# Marjolaine Rossit
Marjolaine Rossit, née le 9 janvier 1980, est une rameuse d'aviron française.

## Palmarès

### Championnats du monde
- 2004 à Banyoles
  -  Médaille d'or en quatre sans barreur